# Зульцхайм (Рейнхессен)
Зульцхайм (нем. Sulzheim) — община в Германии, в земле Рейнланд-Пфальц.
Входит в состав района Альцай-Вормс. Подчиняется управлению Вёррштадт. Население составляет 1080 человек (на 31 декабря 2010 года). Занимает площадь 6,07 км².